# Lutz Pfannenstiel
Lutz Pfannenstiel (* 12. května 1973, Zwiesel) je bývalý německý fotbalový brankář, momentálně působící jako skaut v klubu TSG 1899 Hoffenheim.

## Kariéra
S fotbalem začínal v rodném Zwieselu a jako junior prošel i slavným Bayernem Mnichov.
Poté dokázal během 18 let vystřídat 25 světových klubů a stal se prvním fotbalistou v historii, který hrál fotbalovou soutěž na všech ze šesti obyvatelných kontinentů světa.
Působil v klubu Ramblers FC v Namibii jako hlavní trenérem a technický ředitel. Jako trenér brankářů působil u namibijské reprezentace a na stejném postě pracoval i u klubu Manglerud Star Toppfotball v Norsku a u reprezentace Kuby.
Doposud odehrál 354 utkání a také vydal vlastní biografii. Znám je také díky zdravotnímu incidentu, který se mu přihodil v roce 2002 v dresu anglického Bradford Park Avenue FC v utkání s Harrogate Town FC v nižší lize, když po kolizi s protihráčem přestal během utkání třikrát dýchat.
Kariéru ukončil v roce 2011, momentálně působí jako skaut u bundesligového klubu TSG 1899 Hoffenheim.

## Působiště podle kontinentů

### Evropa
- Německo - SC Zwiesel, TSV Mnichov 1860, FC Bayern Mnichov, FC Vilshofen, 1. FC Bad Kötzting, SV Wacker Burghausen, ASV Cham
- Anglie - Wimbledon FC, Nottingham Forest, Bradford Park Avenue FC
- Belgie - K. Sint-Truidense V.V.
- Malta - Hamrun Spartans FC
- Finsko - Tampereen Pallo-Veikot
- Norsko - Baerum SK, Flekkeroy IF, Manglerud Star Toppfotball
- Albánie - KS Vllaznia Shkodër

### Asie
- Malajsie - Penang FA
- Singapur - Sembawang Rangers FC, Geylang United FC

### Oceánie
- Nový Zéland - Dunedin Technical, Otago United

### Afrika
- Jihoafrická republika - Orlando Pirates FC
- Namibie - Ramblers FC

### Severní Amerika
- Kanada - Calgary Mustangs, Vancouver Whitecaps

### Jižní Amerika
- Brazílie - CA Hermann Aichinger